# من الظهر حتى الثالثة (فلم)
من الظهر حتى الثالثة (بالإنجليزية: From Noon till Three) فيلم كوميدي عن الغرب الأمريكي صدر عام 1976، للمخرج والكاتب فرانك دي جيلروي، بناءً على روايته. الفيلم من بطولة تشارلز برونسون والممثلة البريطانية جيل أيرلند، التي كانت زوجة برونسون أثناء إنتاج الفيلم.
يروي الفيلم أحداث 3 ساعات لا تُنسى تقضيها أرملة شابة جميلة مع شخص خارج عن القانون، وتحول الأرملة قصتها إلى كتاب مشهور عالميًا.

## طاقم التمثيل
- تشارلز برونسون: في دور جراهام
- جيل إيرلند: في دور أماندا ستاربك
- دوغلاس فولي: في دور باك بوارز
- ستان هيز: في دور آبي
- دامون دوغلاس: في دور بوي
- هيكتور موراليس: في دور المكسيكي
- بيرت ويليامز: في دور العمدة
- ديفيس روبرتس: في دور سام
- بيتي كول: في دور ادنا
- وليام لانتو: في دور ريفرند كابوت
- لاري فرينش: في دور السيد تيلور
- مايكل ليكلير: في دور كودي تيلر[3]

## ملخص أحداث الفيلم
تقوم عصابة من الخارجين على القانون في طريقهم لارتكاب عملية سطو على بنك، بالتوقف عند منزل بعيد لسرقة حصان. المنزل مملوك لأماندا، وهي أرملة شابة جميلة تلفت انتباه عضو العصابة غراهام دورسي، الذي يقرر بدلاً من الركوب مع باقي أفراد العصابة، أن يبقى في انتظار عودة العصابة ويقضي ثلاث ساعات رائعة مع أماندا. تسير السرقة بشكل خاطئ وينطلق دورسي لإنقاذ زملائه المجرمين.
يلتقي دورسي بطبيب أسنان متجول ويتبادل معه الملابس تحت تهديد السلاح ويسرق حصانه. يتضح أن الدكتور فينغر كان دجالًا، ويتسبب هذا الخطأ في إيداع دورسي السجن لمدة عام بسبب جرائم الدكتور فينغر.
تظن أماندا أن حبيبها دورسي قد مات، وتعلن عن حبها وتصبح أسطورة بين الأهالي، ويتولد عن هذه الأسطورة كتاب، وأغنية، وتصبح أسطورة غراهام وأماندا أكبر من حقيقة الاثنين، ومع كتابها الذي أصبح من أكثر الكتب مبيعًا في جميع أنحاء العالم، يجعل أماندا امرأة ثرية. يقرأ جراهام الكتاب أثناء وجوده في السجن.
يفرج عن جراهام ويذهب للقاء أماندا، التي تشعر بالارتباك والقلق، إذا انتشر خبر أن جراهام على قيد الحياة، فإن أسطورة جراهام وأماندا ستنتهي، ويقترح غراهام بأن يعيش معها متخفياً. ينتهي اللقاء مع أماندا وهي تصوب مسدسها على جراهام... لكنها تقرر في الثانية الأخيرة إطلاق النار على نفسها.
يحاول جراهام أن ينسى ما حدث، لكن كل شيء حوله يذكره بأماندا، والأسوأ من ذلك، أن الأشخاص الذين يعرفهم يضحكون قليلاً عندما يقول إنه جراهام، لأنه لا يشبه وصفه في الكتاب، وفي النهاية يتم اعتقاله ووضعه في مصحة عقلية حيث يلتقي بالأشخاص الوحيدين الذين يصدقونه، وهم زملائه السجناء، ويبدو أنه أرتاح لذلك.

## الترشيحات
ترشح الفيلم لنيل جائزة «جولدن جلوب» لأفضل أغنية وهي أغنية «اهلاً، والوداع Hello & Goodbye» من الحان إيلمر برنشتاين.

## وصلات خارجية
- From Noon Till Three  في قاعدة بيانات الأفلام على الإنترنت (بالإنجليزية)